# Staatsstreich in Aserbaidschan 1993
Der Straatsstreich in Aserbaidschan 1993, auch bekannt als Aufstand von Gəncə, war ein Putsch gegen die aserbaidschanische Regierung von Əbülfəz Elçibəy im Jahr 1993, der von Surət Hüseynov durchgeführt wurde und Heydər Əliyev an die Macht brachte.

## Vorgeschichte
Nach der Unabhängigkeit von der Sowjetunion 1991 und dem Rücktritt des Präsidenten Ayaz Mütəllibov wurde in den ersten freien Wahlen am 7. Juni 1992 Əbülfəz Elçibəy als Kandidat der Opposition gewählt. Seine Regierung konnte der wirtschaftlichen Probleme, darunter Versorgungsengpässe bei Konsumgütern, Strom und Gas, nicht Herr werden. Sprachreformen und eine nationale sowie außenpolitische Umorientierung zur Türkei entfremdeten sowohl innen- als auch außenpolitisch viele von der neuen Regierung. So unterstützte Russland nun stärker Armenien, Iran wurde wegen erklärter Ansprüche auf das iranische Aserbaidschan feindseelig und nationale Minderheiten forderten Autonomie oder Anschluss an Russland. Innere Bündnispartner aus dem Kampf um die Unabhängigkeit trennten sich von der neuen Regierungspartei Volksfront Aserbaidschans und ordneten sich in die neue Opposition gegen diese ein, da der gemeinsame Bündnispartner fehlte. Viele von ihnen, wie auch Vertreter verschiedener sozialer Schichten, sahen ihre Erwartungen in die neue Regierung enttäuscht, da entweder die erhoffte Demokratisierung und wirtschaftlicher Aufschwung nicht zustande kam, Korruption zugelassen wurde oder weil keine Beteiligung an der Macht und am Profit erfolgte.
Dazu kam der seit 1992 entbrandte Krieg um Bergkarabach mit Armenien. In Sommer und Herbst 1992 konnte die aserbaidschanische Armee unter dem Kommando von Surət Hüseynov noch Gebiete in Bergkarabach zurückerobern. Nach armenischen Offensiven zu Beginn 1993 musste man aber zurückweichen und verlor sowohl die umstrittene Region als auch aserbaidschanische Territorien zwischen Armenien und Bergkarabach. Die davon ausgelöste Flüchtlingswelle verschärfte die innenpolitische und wirtschaftliche Situation. Während die Regierung das Militär verantwortlich machte, wurden die Niederlagen und eine gescheiterte eigene Offensive der Regierung Elçibəy angelastet. Diese habe die Armee sabotiert, da in einem Kriegsheld Hüseynov eine politische Gefahr gesehen wurde.
Elçibəy befahl, Surət Hüseynov aufgrund seines militärischen Scheiterns zu entwaffnen. Dieser floh jedoch nach Gəncə. Dort waren noch immer russische Milizen stationiert, deren Präsenz Hüseynov vor dem Zugriff der Regierung schützte und mit deren Unterstützung und Material er eine eigene Miliz aufbauen konnte. Elçibəy kündigte Parlamentswahlen für Herbst 1993 an, was die innenpolitische Situation jedoch nicht entspannte.

## Putsch
Nachdem die russischen Verbände im Mai 1993 auch als Gəncə abgezogen waren, versuchte die Regierung Elçibəy erneut, Hüseynovs Verbände zu entwaffnen. Am 4. Juni 1993 kamen die Regierungstruppen in Gəncə an, es kam zu Kämpfen zwischen ihnen und Hüseynovs Verbänden mit 68 Toten und 150 Verletzten. Schließlich weigerten sich die Regierungstruppen, weiterzukämpfen und verbrüderten sich mit Hüseynov. Zugleich formierte sich die Opposition gegen Elçibəy und um Heydər Əliyev als seinen Ersatz und Demonstrationen forderten einen Regierungswechsel. Am 5. und 6. Juni rief Hüseynov zum „Marsch nach Baku“ auf und forderten den Rücktritt des Präsidenten und die Auflösung der Nationalen Versammlung. Am 9. Juni wurde Əliyev von Elçibəy als Vermittler bestellt, um die Krise zu lösen und den Forderungen der Opposition entgegenzukommen. Er wurde am folgenden Tag zum neuen Vorsitzenden der Nationalen Versammlung gewählt. Die Vermittlungen scheiterten und Hüseynov drohte, am 18. Juni in Baku einzumarschieren. Nachdem am 13. Juni bereits sein Premierminister zurückgetreten und am 15. Juni durch Əliyev ersetzt worden war, floh Elçibəy in der Nacht vom 17. zum 18. Juni aus der Stadt. Wegen Abwesenheit wurde er am 24. Juni von der Nationalen Versammlung des Amtes enthoben und Əliyev zum Interimspräsidenten bestimmt. Dieser machte Hüseynov zu seinem Premierminister, vollzog einen vollständigen Machtwechsel und beendete die innenpolitische Krise. Bereits zuvor wurden Haftbefehle gegen Politiker der Vorgängerregierung und deren Partei Volksfront Aserbaidschans erlassen und deren Vertreter verfolgt sowie gegen deren Protest dagegen vorgegangen.

## Nachwirkungen
Nach Übernahme der Macht wurden einige der unpopulären Maßnahmen der Regierung Elçibəy, darunter die Sprachpolitik, rückgängig gemacht. Am 29. August fand ein Referendum über die Präsidentschaft Əliyevs statt, in dem dessen Machtübernahme mit 98 % bestätigt wurde. Am 3. Oktober fanden Präsidentschaftswahlen statt, aus denen Əliyev erneut als Sieger hervorging. Bereits vor den Wahlen wurde von ihm sowohl Kontakt zu nationalen Minderheiten aufgenommen, um eine Aussöhnung zu erreichen, zugleich aber auch gegen Separatisten militärisch vorgegangen. In den Jahren darauf etablierte Heydər Əliyev ein autoritäres Regime in Aserbaidschan und machte zur gleichen Zeit Hüseynov zum Premierminister. Sein Regime hielt bis zu seinem Tod 2003 an, woraufhin sein Sohn İlham Əliyev sein Nachfolger wurde und bis heute der Präsident ist.